# Polnische Bischofskonferenz

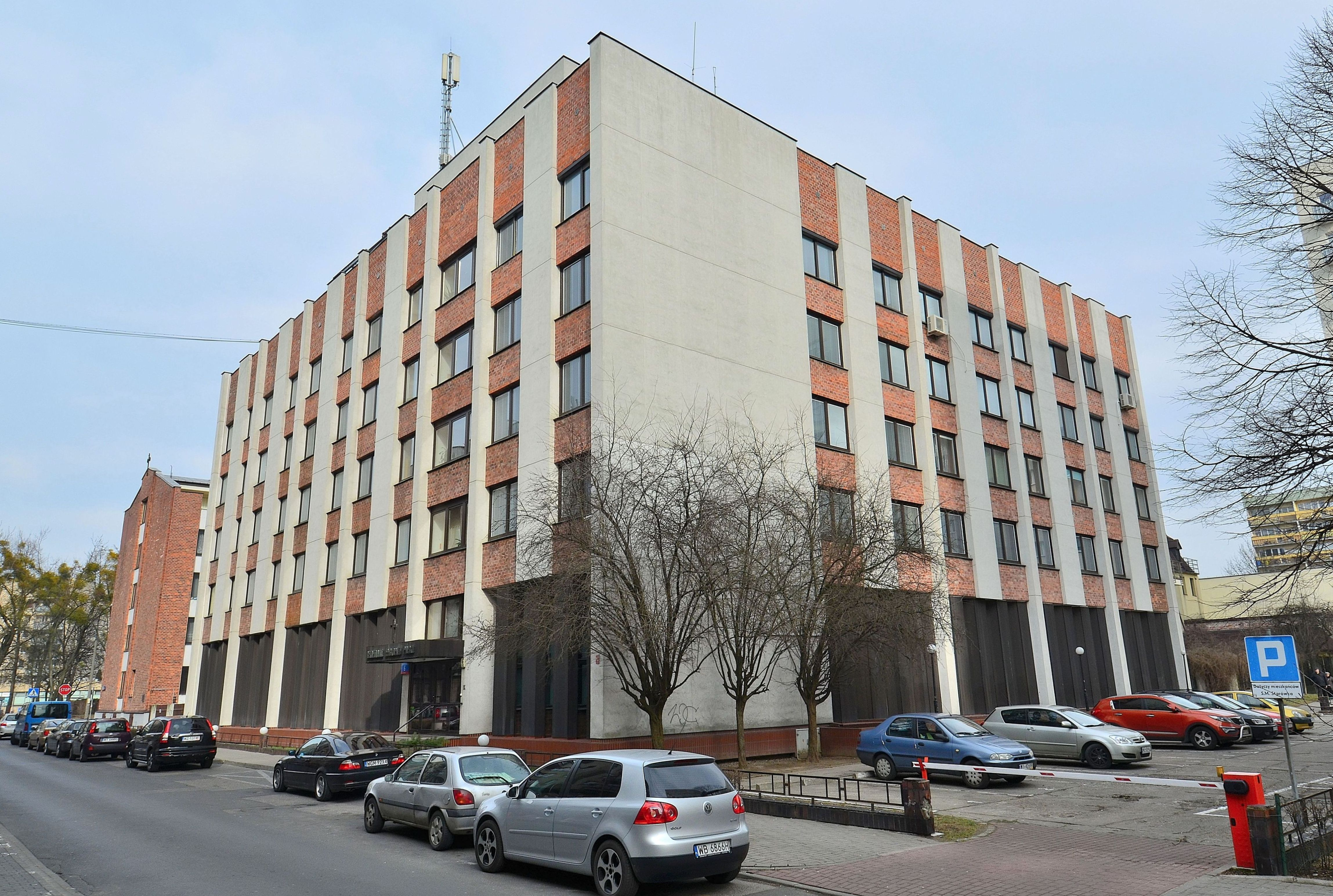
Sekretariatsgebäude der Polnischen Bischofskonferenz in Warschau

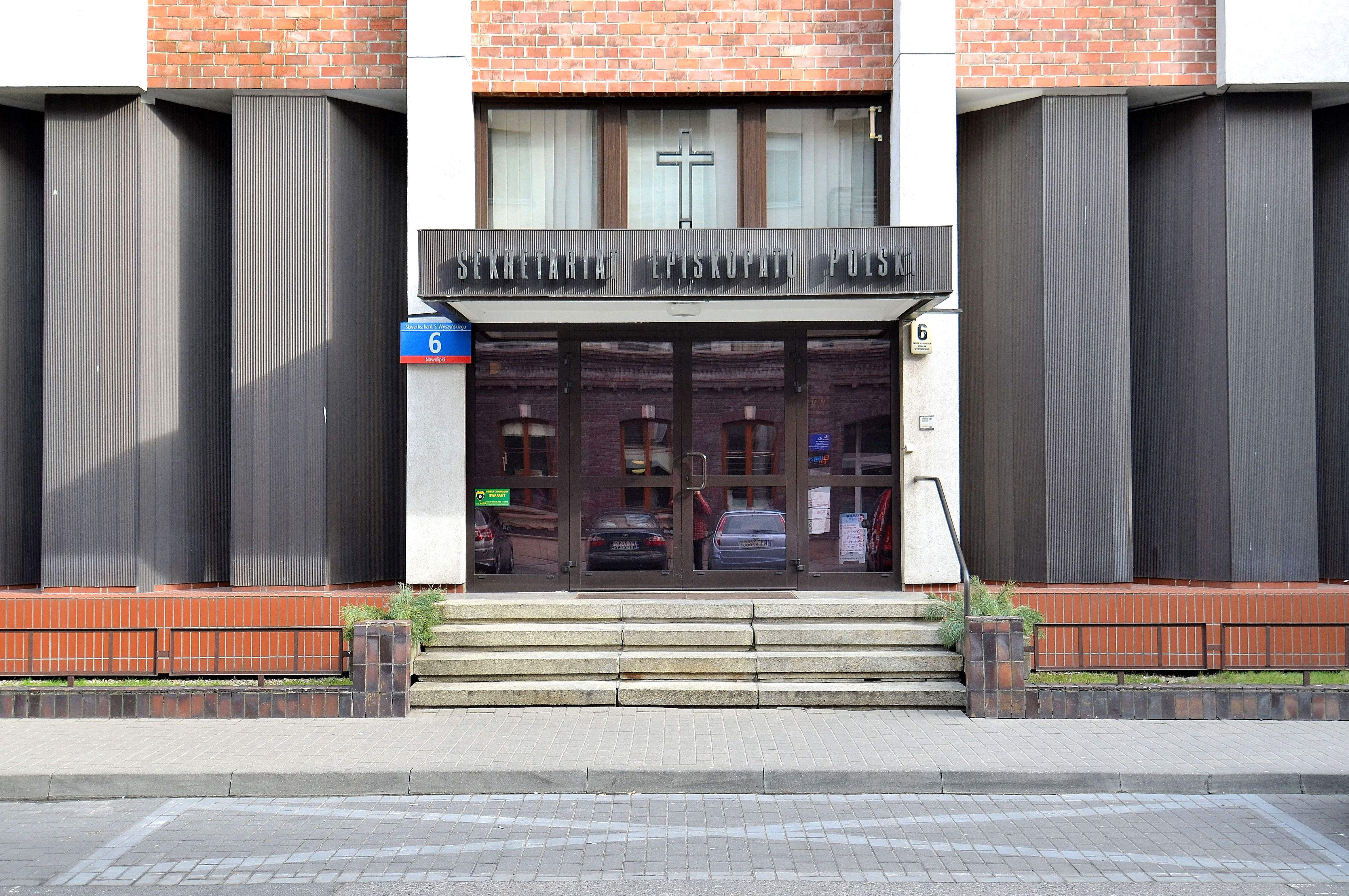
Eingang des Gebäudes

Die Polnische Bischofskonferenz (KEP) (polnisch Konferencja Episkopatu Polski, lateinisch Conferentia Episcoporum Poloniae) ist in der römisch-katholischen Kirche der „Zusammenschluss der Bischöfe aller polnischen Diözesen zum Studium und zur Förderung gemeinsamer pastoraler Aufgaben, zu gegenseitiger Beratung, zur notwendigen Koordinierung der kirchlichen Arbeit und zum gemeinsamen Erlass von Entscheidungen sowie zur Pflege der Verbindung zu anderen Bischofskonferenzen.“ Sie ist eine juristische Person des öffentlichen Rechts mit Sitz in Warschau und Mitglied im Rat der europäischen Bischofskonferenzen (CCEE) sowie der Kommission der Bischofskonferenzen der Europäischen Gemeinschaft (COMECE).
Vorsitzender der Polnischen Bischofskonferenz ist seit dem 14. März 2024 Erzbischof Tadeusz Wojda, Stellvertreter ist Erzbischof Józef Kupny.

## Zusammensetzung und Aufgaben
Die Polnische Bischofskonferenz gründet sich auf das Dekret des Zweiten Vatikanischen Konzils (1965) Christus Dominus (Art. 38) und besteht gemäß CIC  (cc. 447–459 CIC). Sie ist Mitglied im Rat der europäischen Bischofskonferenzen (CCEE) sowie in der Kommission der Bischofskonferenzen der Europäischen Gemeinschaft (COMECE). Sie setzt sich zusammen aus dem Primas Poloniae als Ehrenvorsitzender unter den polnischen Bischöfen, allen polnischen Kardinälen, Erzbischöfen und Metropoliten, Diözesanbischöfen, Suffraganbischöfen, den Bischöfen des Polnischen Militärordinariats, den Bischöfen der Ukrainischen griechisch-katholischen Kirche, den Titularbischöfen, Weihbischöfen, Koadjutoren, Diözesanadministratoren sowie den auf Anordnung des Heiligen Stuhls sonstigen Mitgliedern.
Die Altbischöfe sind keine Mitglieder der Bischofskonferenz, es sei denn, sie sind noch Mitglieder einer Kommission, des Rates oder einer Gruppe und wurden einer Funktion in der Polnischen Bischofskonferenz zugewiesen. Bei der Vollversammlung werden dagegen alle Altbischöfe als beratendes Gremium hinzugezogen.
Aufgabe der Polnischen Bischofskonferenz ist das Studium und die Förderung gemeinsamer pastoraler Aufgaben, die gegenseitige Beratung, die notwendige Koordinierung der kirchlichen Arbeit und der gemeinsame Erlass von Entscheidungen sowie zur Pflege der Verbindung zu anderen Bischofskonferenzen. In diesem Zusammenhang trat am 7. Oktober 2009 das neue Statut der Polnischen Bischofskonferenz in Kraft, das unter anderem den Einfluss des einst übermächtigen Primas Poloniae eingrenzt, die Stellung der Diözesanbischöfe stärkt und den Ältestenrat erweiterte.

## Geschichte
Die polnischen Bischöfe setzen eine lange Tradition der Zusammenarbeit fort, die seit Anfang der polnischen Kirchengeschichte besteht, besonders sichtbar nach 1418, als sich rings um die Erzbischöfe von Gniezno und dem Primas Poloniae die Polnische Bischofskonferenz entstand. In der zweiten Hälfte des 18. Jahrhunderts begannen die Bischöfe des lateinischen, unierten und armenischen Ritus auf dem Gebiet der Rzeczpospolita Konferenzen zum Erfahrungs- und Meinungsaustausch sowie der Koordinierung der seelsorgerischen Arbeit zu halten. 1917 berief der Warschauer Metropolit, Erzbischof Aleksander Kakowski, aus den drei besetzten Teilen Polens die erste, noch nicht offizielle Versammlung der Bischöfe ein. Die erste Vollversammlung fand kurz nach der Wiedergründung Polens – im Dezember 1918 – unter der Führung des Apostolischen Visitators Achille Ratti statt, dem späteren Papst Pius XI. Im Laufe der Zeit nahm die Struktur der Polnischen Bischofskonferenz Gestalt an, die erst nach dem Zweiten Vatikanischen Konzil (1965) institutionelle und rechtliche Ermächtigung erhielt.

## Organe
Art. 3 des Konzilsdekrets Christus Dominus „legte die Organe der Bischofskonferenz fest: die Vollversammlung, der Ständige Rat, der Vorsitzende und die Bischöflichen Kommissionen ‚zur Bearbeitung von Fragen eines bestimmten Teilgebietes’. Das oberste Organ ist die Vollversammlung.“

### Vollversammlung
Oberstes Organ der Polnischen Bischofskonferenz ist die Vollversammlung der Mitglieder. Ihr gehören die Diözesanbischöfe, die Koadjutoren, die Diözesanadministratoren, die Weihbischöfe und die anderen Titularbischöfe mit besonderer Aufgabe an. Die Vorsteher anderer katholischer Kirchen eigenen Rechts sind beratende Mitglieder, der Apostolische Nuntius kann bei Bedarf teilnehmen. Der Nuntius hat jedoch nur eine beratende oder beobachtende Funktion und ist nicht stimmberechtigt.
Zu den Aufgaben der Vollversammlung gehören unter anderem die Wahl des Vorsitzenden und der anderen Funktionsträger sowie der Erlass von Lehraussagen und allgemeinen Dekreten. „Das Konzilsdekret ‚Christus Dominus‘ vom 28. Oktober 1965 […] definierte in Art. 38, […] dass die Beschlüsse mit 2/3 der Stimmen der Stimmberechtigten gefasst werden und wie sie Rechtskraft erlangen (Nr. 4).“

### Ständiger Rat
Im Ständigen Rat ist jedes der polnischen (Erz-)Bistümer durch den Diözesanbischof (oder im Verhinderungsfall durch seinen Vertreter) mit Sitz und Stimme vertreten.

### Vorsitzende

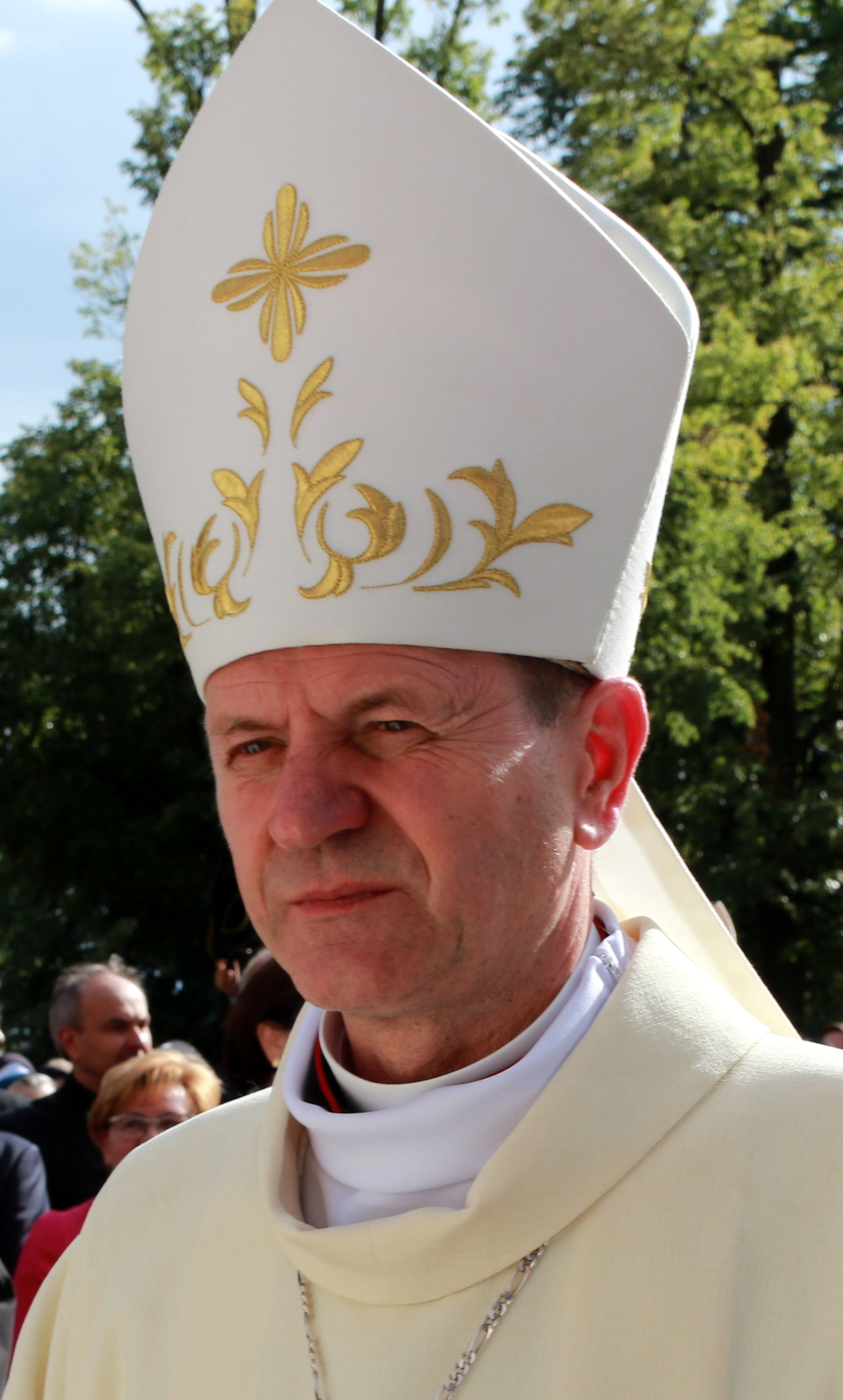
Tadeusz Wojda,
Vorsitzender der Polnischen Bischofskonferenz (seit 2024)

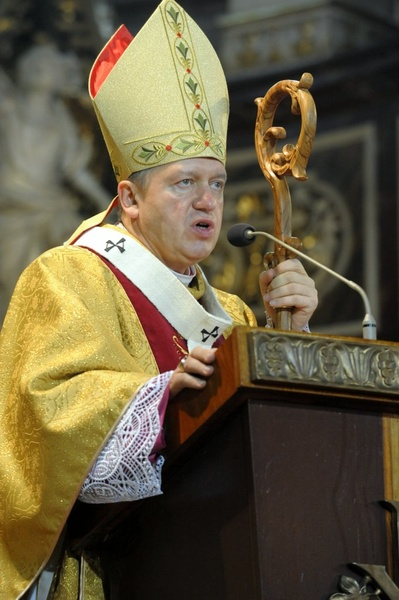
Józef Kupny,
Stellvertretender Vorsitzender der Polnischen Bischofskonferenz (seit 2024)

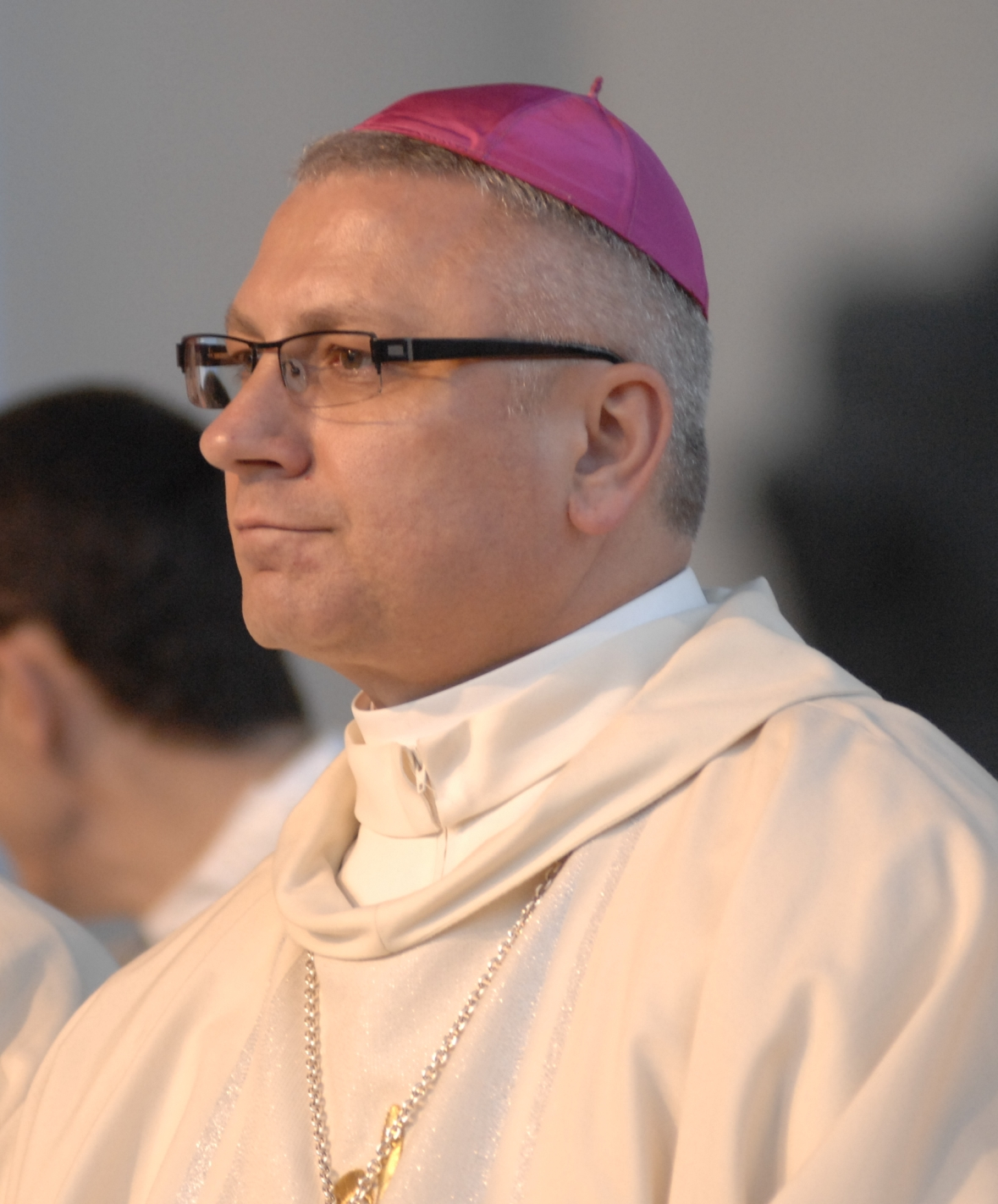
Artur Miziński,
Generalsekretär der Polnischen Bischofskonferenz (seit 2014)

Der Vorsitzende, der ein Diözesanbischof sein muss, wird in geheimer Wahl mit zwei Drittel der Stimmen auf sechs Jahre gewählt, wobei eine Wiederwahl möglich ist. Er leitet die Vollversammlung und den Ständigen Rat und setzt die Tagesordnung unter Berücksichtigung der eingegangenen Wünsche fest, wobei die Gremien zu Beginn ihrer Sitzung nochmals über die Tagesordnung befinden.
„Er vertritt die Bischofskonferenz nach außen“; dabei ist er an ihre Beschlüsse gebunden.
In der Mediengesellschaft wird der Vorsitzende nicht nur wegen der ergangenen Beschlüsse angefragt, sondern muss zu vielen Ereignissen und Problemen des kulturellen, politischen und gesellschaftlichen Lebens Stellung beziehen, für das es sehr oft keine unmittelbaren Vorgaben durch Beschlüsse der Bischofskonferenz gibt. Dies verstärkt die Verantwortung und die Stellung des Vorsitzenden vor allem in die Gesellschaft hinein, hat aber auch Rückwirkungen für seine Position in der Kirche und in der Bischofskonferenz. In diesem Sinne ist das Amt des Vorsitzenden allem Anschein entgegen relativ offen strukturiert und eher bescheiden ausgestattet, kann recht verschieden ausgefüllt werden – und kann vielleicht gerade so eine stärkere Wirkung entfalten, als dies im Statut vorgezeichnet ist. Zum Aufgabenbereich des Vorsitzenden gehört nicht nur die Leitung der Gremien und die Vertretung nach außen, sondern die Verbindung der Bistümer untereinander, zuerst im eigenen Land, schließlich aber auch im Sinne der Beziehungen zum Zentrum der Weltkirche in Rom, zu den Nachbarkirchen und in die ganze Weltkirche hinein.
Am 14. März 2024 wählten die versammelten Bischöfe Erzbischof Tadeusz Wojda zum neuen Vorsitzenden der Polnischen Bischofskonferenz. Seine Amtsvorgänger sind:
- 1919–1926: Kardinal Edmund Dalbor
- 1926–1948: Kardinal August Hlond (offizieller Amtsinhaber, aber vom Primas Poloniae Aleksander Kakowski kontrolliert)
- 1948–1981: Kardinal Stefan Wyszyński
- 1981–2004: Kardinal Józef Glemp (seit 1994 durch Wahl)
- 2004–2014: Erzbischof Józef Michalik
- 2014–2024: Erzbischof Stanisław Gądecki
- seit 2024: Erzbischof Tadeusz Wojda

Stellvertretende Vorsitzende der Polnischen Bischofskonferenz:
- 1969–1978: Kardinal Karol Wojtyła
- 1979–1994: Kardinal Franciszek Macharski
- 1994–1999: Erzbischof Henryk Muszyński
- 1999–2004: Erzbischof Józef Michalik
- 2004–2014: Erzbischof Stanisław Gądecki
- 2014–2024: Erzbischof Marek Jędraszewski
- seit 2024: Erzbischof Józef Kupny

Generalsekretäre der Polnischen Bischofskonferenz:
- 1918–1919: Bischof Antoni Julian Nowowiejski
- 1919–1925: Bischof Henryk Przeździecki
- 1925–1926: Bischof Romuald Jałbrzykowski
- 1926–1946: Bischof Stanisław Kostka Łukomski
- 1946–1968: Bischof Zygmunt Choromański
- 1969–1993: Erzbischof Bronisław Wacław Dąbrowski
- 1993–1998: Bischof Tadeusz Pieronek
- 1998–2007: Bischof Piotr Libera
- 2007–2011: Bischof Stanisław Budzik
- 2011–2014: Bischof Wojciech Polak
- seit 2014: Bischof Artur Miziński

Stellvertretende Generalsekretäre der Polnischen Bischofskonferenz:
- 1982–1991: Bischof Jerzy Dąbrowski
- 1989–1994: Bischof Alojzy Orszulik
- 1992–1993: Bischof Tadeusz Pieronek
- 1994–1994: Bischof Piotr Jarecki
- 1994–1998: Pfarrer Marian Subocz
- 1998–2008: Pfarrer Lucjan Skolik
- seit 2009: Pfarrer Jarosław Mrówczyński

### Bischöfliche Kommissionen
Zusätzlich eingerichtete Bischöfliche Kommissionen bearbeiten Fragen bestimmter Teilgebiete des kirchlichen Lebens. Dazu gehört die Kommission für die Glaubenslehre (Vorsitz: Andrzej Czaja), für das Katholische Bildungswesen (Vorsitz: Marek Mendyk), des Gottesdienstes und der Sakramentenordnung (Vorsitz: Adam Bałabuch), für den Klerus (Vorsitz: Stanisław Dziwisz), für die Seelsorge (Vorsitz: Stanisław Gądecki), für die Mission (Vorsitz: Jerzy Mazur), für karitative Fragen (Vorsitz: Jan Zając), für die Institute geweihten Lebens und für die Gesellschaften apostolischen Lebens (Vorsitz: Kazimierz Gurda), der Bischöfe und höchsten Ordensleute (Vorsitz: Artur Miziński), der Polonia und Polen im Ausland (Vorsitz: Wiesław Lechowicz) und der Revision (Vorsitz: Wiktor Skworc).

### Präsidium
Das Präsidium wird aller fünf Jahre von den Erzbischöfen und Diözesanbischöfen in geheimer Abstimmung gewählt, zuletzt im Jahr 2014.
Es besteht aus dem Vorsitzenden, Stellv. Vorsitzenden und Generalsekretär der Polnischen Bischofskonferenz. Es kann in öffentlichen Angelegenheiten eine Stellungnahme abgeben, wenn das Wohl der Kirche oder die konkreten Bedürfnisse der Gläubigen es verlangt, darf aber nicht gegen den Ältestenrat intervenieren. Das Präsidium stellt die Kandidaten der Kommissions-, Räte- und Arbeitsgruppenvorsitzenden sowie die Sonderbeauftragten und Landesseelsorger vor. Sie ernennt auch die Rektoren der Polnischen Katholischen Missionen, die Rektoren der Bischofskonferenz unterstellten Polnischen Katholischen Institute und wählt die Repräsentationsbeauftragten der Bischofskonferenz nach außen.

### Ältestenrat
Der Ältestenrat setzt sich zusammen aus dem Vorsitzenden der Bischofskonferenz, seinem Stellvertreter, dem Primas Poloniae, den Erzbischöfen von Krakau und Warschau Stanisław Dziwisz und Kazimierz Nycz, dem Generalsekretär der Bischofskonferenz, sechs Diözesanbischöfen und zwei Weihbischöfen für einen Zeitraum von fünf Jahren mit der Möglichkeit für eine zweite Amtszeit.
Seine Aufgabe ist die Vorbereitung der Sitzungen des Ständigen Rates und des Rats der Diözesanbischöfe. Er koordiniert die Arbeit der Bischofskonferenzen, kann in öffentlichen Angelegenheiten eine Stellungnahme abgeben, wenn das Wohl der Kirche oder die spezifischen Bedürfnisse der Gläubigen dies erfordern.

### Rat der Diözesanbischöfe
Der Rat der Diözesanbischöfe besteht seit der öffentlichen Verkündigung des Statuts der Polnischen Bischofskonferenz am 7. Oktober 2009. Zu seiner Kompetenz gehört die Beurteilung, Erforschung und Entscheidungsfindung der Diözesen in rechtlichen Angelegenheiten ihrer Vorstände, allgemeine Hirtenaufgaben sowie die Klärung administrativ-finanzieller Fragen. Er wird vom Vorsitzenden der Polnischen Bischofskonferenz mindestens einmal jährlich einberufen.

### Arbeitsgruppen
Neben den Bischofskommissionen unterstützen zahlreiche Arbeitsgruppen die Polnische Bischofskonferenz, deren Mitglieder auch Kaplane und Nichtgeistliche sind.

### Sonstige Organe
- Pressesprecher: Pfarrer Paweł Rytel-Andrianik
- Kirchliche Konkordatskommission: Erzbischof Stanisław Budzik